# Blacksta socken
Blacksta socken i Södermanland ingick i Oppunda härad, ingår sedan 1971 i Flens kommun och motsvarar från 2016 Blacksta distrikt.
Socknens areal är 26,86 kvadratkilometer, varav 23,07 land.  År 2000 fanns här 211 invånare. Kyrkbyn Blackstaby med sockenkyrkan Blacksta kyrka ligger i socknen.  

## Administrativ historik
Blacksta kyrka omtalas första gången i dokument 1286 ("ecclesie in Blaksta") och socknen första gången 1326 ("parrochia Blaxta"). Kyrkans murverk antyder hög ålder och kan möjligen härröra från 1100-talet även om det troligen fick sin nuvarande form på 1300-talet.
Eknäs hörde under medeltiden och 1500-talet till Vadsbro socken, men överfördes någon gång före 1630-talet till Blacksta.
Vid kommunreformen 1862 övergick socknens ansvar för de kyrkliga frågorna till Blacksta församling och för de borgerliga frågorna till Blacksta landskommun. Landskommunen inkorporerades 1952 i Bettna landskommun som  upplöstes 1971 då denna del uppgick i Flens kommun. Församlingen uppgick 2010 i Bettna församling.
1 januari 2016 inrättades distriktet Blacksta, med samma omfattning som församlingen hade 1999/2000.
Socknen har tillhört län, fögderier, tingslag och domsagor enligt vad som beskrivs i artikeln Oppunda härad.  De indelta soldaterna tillhörde Södermanlands regemente, Nyköpings kompani.

## Geografi
Blacksta socken ligger öster om Katrineholm med sjön Långhalsen i söder. Socknen är sjörik med en kuperad odlingsbygd i väster och skogsbygd i öster.

## Fornlämningar

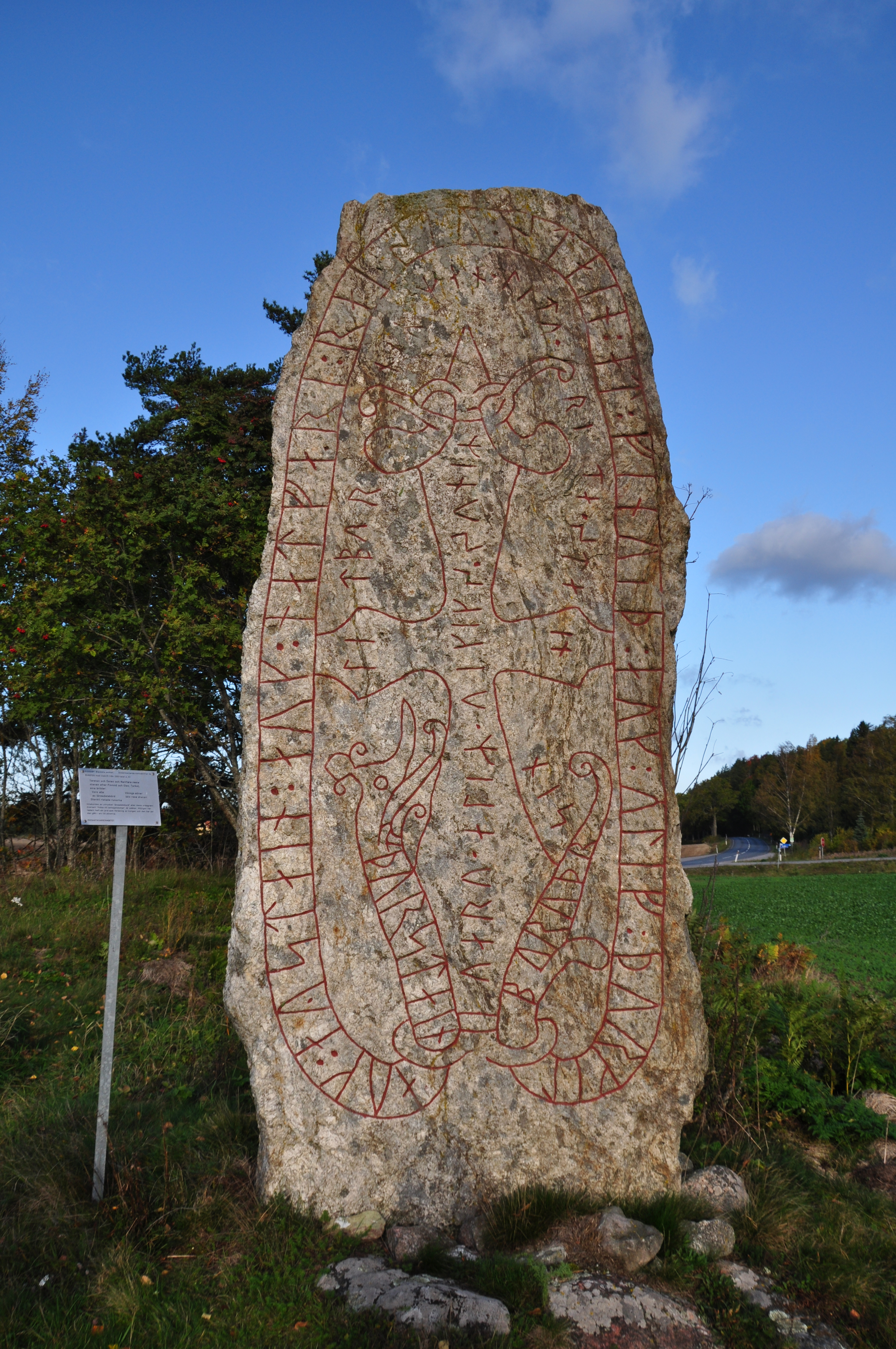
Runstenen Sö 54 i Bjudby.

Från bronsåldern finns spridda gravrösen. Från järnåldern finns gravfält. Tre fornborgar och fyra runristningar har påträffats.

## Namnet
Namnet (1317 Blaksta) kommer från kyrkbyn och har efterleden sta(d), 'ställe'. Förleden är black, 'blekfärgad' och mansnamnet Blak.